# Chương, Định Tây
Chương (chữ Hán phồn thể:漳縣, chữ Hán giản thể:, bính âm: Zhāng Xiàn, âm Hán Việt: Chương huyện) là một huyện thuộc địa cấp thị Định Tây, tỉnh Cam Túc, Cộng hòa Nhân dân Trung Hoa. Huyện Chương có diện tích 2164 km², dân số năm 2004 là 200.000 người. Huyện này nằm ở độ cao 1640-3941 trên mực nước biển với nhiệt độ trung bình năm 7,2℃, lượng mưa trung bình 440,9 mm mỗi năm. Mã số bưu chính của huyện Chương là 7478300. Chính quyền huyện Chương đóng tại trấn Vũ Dương. Về mặt hành chính, huyện này được chia ra các đơn vị hành chính gồm 4 trấn, 9 hương. Tổng cộng có 136 thôn hành chính, 772 tiểu tổ thôn cư, 5 ủy ban cư dân.
- Trấn: Vũ Dương, Tân Tự, Tam Xá, Kim Chung và Diêm Tỉnh.
- Hương: Ế Hổ Kiều, Đại Thảo Than, Mã Tuyền, Tứ Tộc, Thạch Xuyên, Thảo 濉, Vũ Đang, Đông Tuyền.